# غاستون مونزون
غاستون مونزون (بالإسبانية: Gaston Monzón)‏ هو لاعب كرة قدم أرجنتيني في مركز حراسة المرمى، ولد في 13 مايو 1987 في بوينس آيرس في الأرجنتين. لعب مع هوراكان.

## وصلات خارجية
- غاستون مونزون على موقع قاعدة بيانات كرة القدم.إي يو (الإنجليزية)
- غاستون مونزون على موقع Soccerway.com (الإنجليزية)